# Тейлорс-Фолс (город, Миннесота)
Тейлорс-Фолс (англ. Taylors Falls) — город в округе Шисаго, штат Миннесота, США. На площади 10,4 км² (9,6 км² — суша, 0,8 км² — вода), согласно переписи 2002 года, проживают 1011 человек. Плотность населения составляет 98,7 чел./км².
- Телефонный код города — 651
- Почтовый индекс — 55084
- FIPS-код города — 27-64318[1]
- GNIS-идентификатор — 0653055[2]